# Манома
Мано́ма — река в России, в Хабаровском крае. Главный приток реки Анюй (правый). Находится в Анюйском национальном парке, между Хабаровском и Комсомольском-на-Амуре. Длина — 198 км. Площадь бассейна — 2450 км².
Берёт начало на склоне одного из хребтов горной системы Сихотэ-Алинь. Течёт в направлении восток — запад, с уклоном к югу. Река в верхнем течении — горная, в нижнем — равнинная.
На берегах реки расположено два населённых пункта — село Верхняя Манома (156 жителей на 2016 г.) и село Нижняя Манома (174 жителя на 2016 г.). В нижнем течении река пересекает национальный парк «Анюйский».
Река пользуется популярностью у рыбаков. В верховьях к реке подходят несколько лесных дорог.
Про Анюйский национальный парк был снят документальный фильм проектом Планета тайга.

## Притоки
Объекты перечислены по порядку от устья к истоку.
0,6 км: река Хавалген
- 9 км: река без названия
- 12 км: река без названия
- 22 км: река без названия
- 56 км: Илма
- 56 км: Кия
- 63 км: река без названия
- 85 км: Малая Поломи
- 95 км: река без названия
- 99 км: река без названия
- 112 км: Большая Холми
- 123 км: Боу
- 127 км: Болэ
- 130 км: Джархи
- 140 км: Содоли
- 148 км: Пир
- 166 км: Болэ
- 187 км: река без названия